# 620 (číslo)
Šest set dvacet je přirozené číslo. Následuje po čísle šest set devatenáct a předchází číslu šest set dvacet jedna. Římskými číslicemi se zapisuje DCXX a řeckými číslicemi χκ.

## Matematika
620 je:
- Abundantní číslo
- Složené číslo
- Nešťastné číslo

## Astronomie
- (620) Drakonia je planetka hlavního pásu, kterou objevil v roce 1906 Joel Hastings Metcalf

## Roky
- 620
- 620 př. n. l.